# ولتاژ بالا (فیلم ۱۹۸۱)
«ولتاژ بالا» (انگلیسی: High Voltage) یک فیلم سینمایی محصول سال ۱۹۸۱ کشور کرواسی است.